# SN 2011cp
SN 2011cp – supernowa typu IIn odkryta 26 kwietnia 2011 roku w galaktyce A075232+2153. W momencie odkrycia miała maksymalną jasność 19,50m.